# アリウソン・ジ・パウラ・ヌーネス
パウロ・ヌーネス（Paulo Nunes）こと、アリウソン・ジ・パウラ・ヌーネス（Arílson de Paula Nunes、1971年10月30日 - ）は、ブラジル出身の元サッカー選手。その風貌から金髪の悪魔（Diabo Loiro）と呼ばれた。
登録名のパウロ・ヌーネスは、ファミリーネームのパウラをパウロに変化させたものである。

## 経歴
1996年のブラジル全国選手権で得点王に輝き、グレミオの優勝に貢献した。1995年にはグレミオで、1999年にはパルメイラスでそれぞれコパ・リベルタドーレスに優勝しており、同年のインターコンチネンタルカップにも出場している。
1997年にブラジル代表に招集され、トゥルノワ・ドゥ・フランス（FIFAワールドカップ・フランス大会のプレ大会）のフランス戦と、コパ・アメリカ1997決勝のボリビア戦の2試合に途中出場した。

## タイトル

### 代表
ブラジル代表
- コパ・アメリカ : 1997

### クラブ
フラメンゴ
- ブラジル全国選手権 : 1992
- コパ・ド・ブラジル : 1990
- リオデジャネイロ州選手権 : 1991

グレミオ
- コパ・リベルタドーレス : 1995
- ブラジル全国選手権 : 1996
- コパ・ド・ブラジル : 1997
- レコパ・スダメリカーナ : 1996
- リオグランデ・ド・スル州選手権 : 1995, 1996

パルメイラス
- コパ・リベルタドーレス : 1999
- コパ・メルコスール : 1998
- コパ・ド・ブラジル : 1998

コリンチャンス
- サンパウロ州選手権 : 2001

### 個人
- ボーラ・ジ・プラッタ (Placar誌選定ベストイレブン) : 1996
- ブラジル全国選手権得点王 : 1996 (16得点)